# ديشار وتري
ديشار وتري (الاسم العلمي: Neuropteris)، هو جنس منقرض من سرخس البذور موجود في العصر الفحمي، معروف فقط من الأحافير.
تشمل الأنواع الرئيسية (Neuropteris loschi).